# Lista de distritos da Região Metropolitana do Vale do Aço

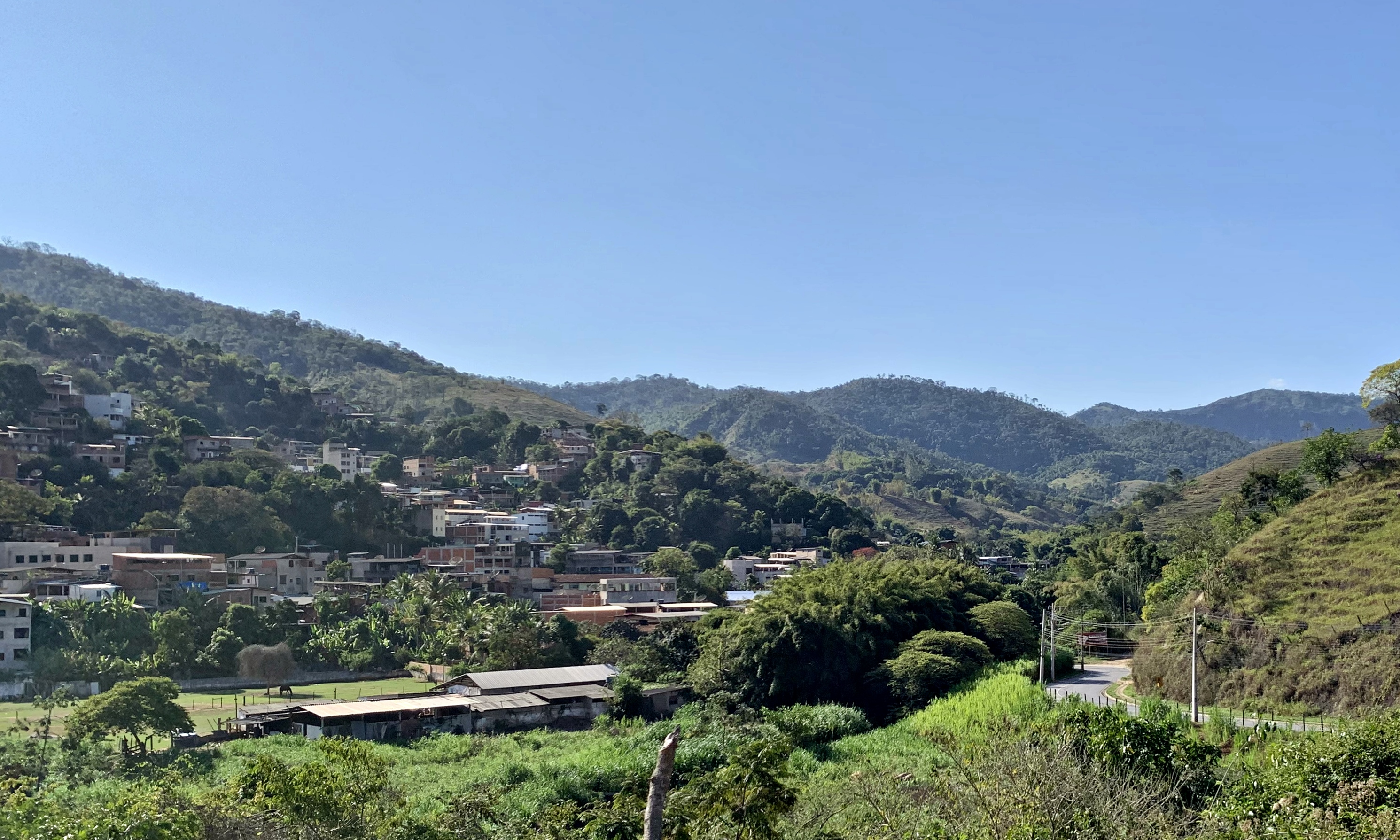
Vista do bairro Barra Alegre, sede do distrito homônimo, em Ipatinga. Esse é o distrito mais populoso do Vale do Aço, excetuando as sedes municipais.

Essa é a lista de distritos da Região Metropolitana do Vale do Aço (RMVA), que são uma divisão oficial dos municípios que compõem a região metropolitana supracitada, localizada no estado de Minas Gerais, Brasil. O Vale do Aço é composto por quatro municípios principais (Coronel Fabriciano, Ipatinga, Santana do Paraíso e Timóteo), além dos 24 situados no colar metropolitano, sendo que do total 16 eram divididos em distritos. Os 12 restantes eram formados por apenas 1 distrito, o chamado distrito-sede. Ao todo, existiam 37 distritos (65 incluindo as sedes). As divisões enquadradas em ambos os casos estão presentes na lista, em conformidade com os distritos reconhecidos pela Fundação João Pinheiro (FJP) em 2024.
Boa parte dos municípios e distritos, sobretudo no colar metropolitano, cresceram inicialmente à base da agricultura. Contudo, a partir da década de 1940, houve um impulso no crescimento populacional em função da instalação das grandes empresas locais, como a Cenibra, em Belo Oriente; a Aperam South America (antiga Acesita, "Aços Especiais Itabira"), em Timóteo; e a Usiminas, em Ipatinga, que fazem com que o Vale do Aço seja considerado um importante pólo urbano do estado de Minas Gerais. Nota-se que o desenvolvimento econômico interferiu diretamente na evolução populacional das cidades, visto que as maiores populações se concentram nos distritos que sediam essas indústrias ou se situam próximos a elas.
Segundo o Instituto Brasileiro de Geografia e Estatística (IBGE) em 2022, o distrito mais populoso do Vale do Aço era o distrito-sede de Ipatinga, que contava com 140 197 habitantes. Excluindo as sedes municipais, a maior população era a de Barra Alegre, também em Ipatinga, que tinha 87 534 habitantes, seguido de Senador Melo Viana, em Coronel Fabriciano (46 299), e Perpétuo Socorro, em Belo Oriente (8 465). Por outro lado, a menor população era a de Gama, situado em Açucena, que possuía 326 moradores. De modo geral, o distrito-sede é quase sempre o mais populoso e povoado e onde se encontra o centro da cidade, porém há uma exceção. Cava Grande, distrito de Marliéria, possuía 2 947 residentes, ao mesmo tempo em que a sede do município tinha 1 645.

## Distritos da Região Metropolitana do Vale do Aço
| Município           | Distrito                                              | Código IBGE                                           | Área (km²)                                            | Habitantes (2022)                                     | Domicílios particulares (2022)                        | Data de criação                                       |         |                         |           |        |       |       |   |
| ------------------- | ----------------------------------------------------- | ----------------------------------------------------- | ----------------------------------------------------- | ----------------------------------------------------- | ----------------------------------------------------- | ----------------------------------------------------- | ------- | ----------------------- | --------- | ------ | ----- | ----- | - |
| Município           | Distrito                                              | Código IBGE                                           | Área (km²)                                            | Habitantes (2022)                                     | Domicílios particulares (2022)                        | Data de criação                                       | Açucena | Açucena (distrito-sede) | 310050005 | 275,05 | 4 953 | 1 791 | - |
| Aramirim            | 310050010                                             | 243,88                                                | 1 839                                                 | 673                                                   | 12 de dezembro de 1953                                |                                                       | Açucena |                         |           |        |       |       |   |
| Felicina            | 310050015                                             | 161,83                                                | 727                                                   | 267                                                   | 17 de dezembro de 1938                                |                                                       | Açucena |                         |           |        |       |       |   |
| Gama                | 310050020                                             | 40,82                                                 | 326                                                   | 129                                                   | 12 de dezembro de 1953                                |                                                       | Açucena |                         |           |        |       |       |   |
| Naque-Nanuque       | 310050028                                             | 90,01                                                 | 1 098                                                 | 425                                                   | 8 de outubro de 1982                                  |                                                       | Açucena |                         |           |        |       |       |   |
| Antônio Dias        | Antônio Dias (distrito-sede)                          | 310300905                                             | 606,28                                                | 7 167                                                 | 2 530                                                 | -                                                     |         |                         |           |        |       |       |   |
| Antônio Dias        | Hematita                                              | 310300910                                             | 180,79                                                | 2 052                                                 | 680                                                   | 7 de setembro de 1923                                 |         |                         |           |        |       |       |   |
| Belo Oriente        | Belo Oriente (distrito-sede)                          | 310630905                                             | 130,67                                                | 10 115                                                | 3 497                                                 | -                                                     |         |                         |           |        |       |       |   |
| Belo Oriente        | Bom Jesus do Bagre                                    | 310630906                                             | 32,42                                                 | 1 327                                                 | 441                                                   | 8 de outubro de 1982                                  |         |                         |           |        |       |       |   |
| Belo Oriente        | Perpétuo Socorro                                      | 310630910                                             | 72,02                                                 | 8 465                                                 | 2 790                                                 | 30 de dezembro de 1962                                |         |                         |           |        |       |       |   |
| Belo Oriente        | São Sebastião de Braúnas                              | 310630920                                             | 100,19                                                | 4 021                                                 | 1 368                                                 | 24 de janeiro de 1995                                 |         |                         |           |        |       |       |   |
| Bom Jesus do Galho  | Bom Jesus do Galho (distrito-sede)                    | 310780205                                             | 239,03                                                | 9 200                                                 | 3 573                                                 | -                                                     |         |                         |           |        |       |       |   |
| Bom Jesus do Galho  | Passa Dez                                             | 310780210                                             | 86,65                                                 | 715                                                   | 287                                                   | 27 de dezembro de 1948                                |         |                         |           |        |       |       |   |
| Bom Jesus do Galho  | Quartel do Sacramento                                 | 310780215                                             | 61,98                                                 | 1 330                                                 | 506                                                   | 30 de dezembro de 1962                                |         |                         |           |        |       |       |   |
| Bom Jesus do Galho  | Revés de Belém                                        | 310780220                                             | 205,46                                                | 3 291                                                 | 1 194                                                 | 28 de novembro de 1995                                |         |                         |           |        |       |       |   |
| Braúnas             | Braúnas (distrito-sede)                               | 310880005                                             | 376,23                                                | 4 441                                                 | 1 604                                                 | -                                                     |         |                         |           |        |       |       |   |
| Bugre               | Bugre (distrito-sede)                                 | 310925305                                             | 161,62                                                | 4 041                                                 | 1 438                                                 | -                                                     |         |                         |           |        |       |       |   |
| Caratinga           | Ver artigo principal: Lista de distritos de Caratinga | Ver artigo principal: Lista de distritos de Caratinga | Ver artigo principal: Lista de distritos de Caratinga | Ver artigo principal: Lista de distritos de Caratinga | Ver artigo principal: Lista de distritos de Caratinga | Ver artigo principal: Lista de distritos de Caratinga |         |                         |           |        |       |       |   |
| Coronel Fabriciano  | Coronel Fabriciano (distrito-sede)                    | 311940105                                             | 175,20                                                | 58 437                                                | 21 862                                                | -                                                     |         |                         |           |        |       |       |   |
| Coronel Fabriciano  | Senador Melo Viana                                    | 311940110                                             | 46,88                                                 | 46 299                                                | 16 561                                                | 30 de dezembro de 1962                                |         |                         |           |        |       |       |   |
| Córrego Novo        | Córrego Novo (distrito-sede)                          | 312000305                                             | 206,45                                                | 2 875                                                 | 1 070                                                 | -                                                     |         |                         |           |        |       |       |   |
| Dionísio            | Baixa Verde                                           | 312180308                                             | 155,27                                                | 1 758                                                 | 594                                                   | 4 de abril de 2002                                    |         |                         |           |        |       |       |   |
| Dionísio            | Conceição de Minas                                    | 312180310                                             | 55,76                                                 | 686                                                   | 272                                                   | 30 de dezembro de 1962                                |         |                         |           |        |       |       |   |
| Dionísio            | Dionísio (distrito-sede)                              | 312180305                                             | 130,00                                                | 4 403                                                 | 1 724                                                 | -                                                     |         |                         |           |        |       |       |   |
| Dom Cavati          | Dom Cavati (distrito-sede)                            | 312250405                                             | 59,41                                                 | 4 904                                                 | 1 917                                                 | -                                                     |         |                         |           |        |       |       |   |
| Entre Folhas        | Entre Folhas (distrito-sede)                          | 312385805                                             | 86,47                                                 | 5 179                                                 | 1 930                                                 | -                                                     |         |                         |           |        |       |       |   |
| Iapu                | Iapu (distrito-sede)                                  | 312930105                                             | 201,02                                                | 10 791                                                | 3 718                                                 | -                                                     |         |                         |           |        |       |       |   |
| Iapu                | São Sebastião da Barra                                | 312930115                                             | 141,73                                                | 1 239                                                 | 336                                                   | 30 de dezembro de 1962                                |         |                         |           |        |       |       |   |
| Ipaba               | Boachá                                                | 313115820                                             | 29,52                                                 | -                                                     | -                                                     | 28 de outubro de 2022                                 |         |                         |           |        |       |       |   |
| Ipaba               | Ipaba (distrito-sede)                                 | 313115805                                             | 53,11                                                 | 14 909                                                | 4 910                                                 | -                                                     |         |                         |           |        |       |       |   |
| Ipaba               | Vale Verde de Minas                                   | 313115815                                             | 31,14                                                 | 2 227                                                 | 837                                                   | 15 de junho de 1998                                   |         |                         |           |        |       |       |   |
| Ipatinga            | Barra Alegre                                          | 313130710                                             | 114,85                                                | 87 534                                                | 32 465                                                | 27 de dezembro de 1948                                |         |                         |           |        |       |       |   |
| Ipatinga            | Ipatinga (distrito-sede)                              | 313130705                                             | 51,24                                                 | 140 197                                               | 53 244                                                | -                                                     |         |                         |           |        |       |       |   |
| Jaguaraçu           | Jaguaraçu (distrito-sede)                             | 313500105                                             | 94,18                                                 | 1 610                                                 | 593                                                   | -                                                     |         |                         |           |        |       |       |   |
| Jaguaraçu           | Lagoa do Pau                                          | 313500116                                             | 33,41                                                 | 1 037                                                 | 359                                                   | 15 de outubro de 1999                                 |         |                         |           |        |       |       |   |
| Jaguaraçu           | Lavrinha de Jaguaraçu                                 | 313500120                                             | 35,58                                                 | 445                                                   | 166                                                   | 12 de agosto de 2016                                  |         |                         |           |        |       |       |   |
| Joanésia            | Joanésia (distrito-sede)                              | 313610805                                             | 232,69                                                | 4 329                                                 | 1 681                                                 | -                                                     |         |                         |           |        |       |       |   |
| Marliéria           | Cava Grande                                           | 314030815                                             | 231,34                                                | 2 947                                                 | 1 035                                                 | 2 de maio de 2006                                     |         |                         |           |        |       |       |   |
| Marliéria           | Marliéria (distrito-sede)                             | 314030805                                             | 312,34                                                | 1 645                                                 | 677                                                   | -                                                     |         |                         |           |        |       |       |   |
| Mesquita            | Barra Grande de Mesquita                              | 314170211                                             | 73,94                                                 | 937                                                   | 336                                                   | 12 de abril de 1990                                   |         |                         |           |        |       |       |   |
| Mesquita            | Mesquita (distrito-sede)                              | 314170205                                             | 201,05                                                | 4 103                                                 | 1 501                                                 | -                                                     |         |                         |           |        |       |       |   |
| Naque               | Naque (distrito-sede)                                 | 314435905                                             | 126,44                                                | 6 303                                                 | 2 180                                                 | -                                                     |         |                         |           |        |       |       |   |
| Periquito           | Pedra Corrida                                         | 314995215                                             | 112,87                                                | 2 375                                                 | 821                                                   | 12 de dezembro de 1953                                |         |                         |           |        |       |       |   |
| Periquito           | Periquito (distrito-sede)                             | 314995205                                             | 59,24                                                 | 3 343                                                 | 1 172                                                 | -                                                     |         |                         |           |        |       |       |   |
| Periquito           | São Sebastião do Baixio                               | 314995220                                             | 55,55                                                 | 835                                                   | 300                                                   | 21 de dezembro de 1995                                |         |                         |           |        |       |       |   |
| Pingo-d'Água        | Pingo-d'Água (distrito-sede)                          | 315053905                                             | 66,85                                                 | 4 706                                                 | 1 635                                                 | -                                                     |         |                         |           |        |       |       |   |
| Santana do Paraíso  | Santana do Paraíso (distrito-sede)                    | 315895305                                             | 275,27                                                | 44 800                                                | 16 720                                                | -                                                     |         |                         |           |        |       |       |   |
| São João do Oriente | Santa Maria do Baixio                                 | 316260930                                             | 28,69                                                 | 1 208                                                 | 435                                                   | 15 de julho de 1993                                   |         |                         |           |        |       |       |   |
| São João do Oriente | São João do Oriente (distrito-sede)                   | 316260905                                             | 92,13                                                 | 5 862                                                 | 2 339                                                 | -                                                     |         |                         |           |        |       |       |   |
| São José do Goiabal | São José do Goiabal (distrito-sede)                   | 316340905                                             | 189,37                                                | 5 396                                                 | 1 982                                                 | -                                                     |         |                         |           |        |       |       |   |
| Sobrália            | Plautino Soares                                       | 316770710                                             | 78,58                                                 | 691                                                   | 266                                                   | 30 de dezembro de 1962                                |         |                         |           |        |       |       |   |
| Sobrália            | Sobrália (distrito-sede)                              | 316770705                                             | 127,77                                                | 4 446                                                 | 1 744                                                 | -                                                     |         |                         |           |        |       |       |   |
| Timóteo             | Cachoeira do Vale                                     | 316870510                                             | 10,99                                                 | 7 411                                                 | 2 716                                                 | 13 de maio de 1976                                    |         |                         |           |        |       |       |   |
| Timóteo             | Timóteo (distrito-sede)                               | 316870505                                             | 133,00                                                | 74 168                                                | 27 310                                                | -                                                     |         |                         |           |        |       |       |   |
| Vargem Alegre       | Vargem Alegre (distrito-sede)                         | 317057805                                             | 115,97                                                | 5 780                                                 | 2 207                                                 | -                                                     |         |                         |           |        |       |       |   |

### Legenda
- Região metropolitana
- Colar metropolitano